# Горки совхоза «Родина»
В Большесельском районе три деревни с таким названием. Одна деревня Горки, находится в Большесельском сельском поселении, непосредственно вблизи Большого Села. В Благовещенском сельском поселении есть ещё одна деревня Горки, расположенная вблизи западной окраины Вареговского болота.
Горки совхоза «Родина» — деревня в Благовещенском сельском поселении Большесельского района Ярославской области.
Деревня Горки указана на плане Генерального межевания Рыбинского уезда 1792 года.
Деревня стоит на левом, восточном берегу реки Языковка, протекающей с севера на юг.

## Население
По данным статистического сборника «Сельские населенные пункты Ярославской области на 1 января 2007 года», в деревне Горки совхоза «Родина» не числится постоянных жителей.